# Макс Хоркхаймер
Макс Хоркхаймер (на немски: Max Horkheimer) е германски социолог и философ.

## Биография
Роден е на 14 февруари 1895 г. в Щутгарт в еврейско семейство. Получава висше икономическо образование, но още като студент преориентира интересите си към философията и социологията. Посещава лекции на Макс Вебер. През 1922 г. получава първата си научна степен по философия. През 1925 г. защитава дисертация върху Кантовата критика на способността за съждение и става хоноруван (приват) доцент.
Той е един от основателите на Франкфуртския институт за социални изследвания и негов директор (1931 - 1965). Издател е на „Списание за социални изследвания“ (1931 - 1941) към института. За професор е избран през 1930 г. След идването на нацистите на власт, принуден да напусне Германия и се установява първоначално в Женева, където организира филиал на Института. Такъв филиал се създава и в Париж. Там в 1936 г. заедно с Ерих Фром и Херберт Маркузе издава обемистия сборник Студии върху авторитета и семейството, за който пише встъпителна студия.  По-късно, с най-близки сътрудници, Хоркхаймер възражда института в САЩ, при Колумбийския университет.
В началото на 50-те години се завръща заедно с Адорно в Германия. Между 1951 г. и 1953 г. е ректор на Франкфуртския университет. Негов наследник в Института е Алфред Шмидт, който издава пълните му Събрани съчинения в 19 тома.
През 1960 г. става почетен гражданин на Франкфурт на Майн.
Умира на 7 декември 1973 г. в Нюрнберг, Германия.

## Приноси
Хоркхаймер е безспорно една от най-изтъкнатите фигури на Франкфуртската школа и на критическата теория. Някои от главните си идеи разработва в съавторство с Теодор Адорно. През 1944 г. двамата разпространяват ръкопис на своя работа, първоначално със заглавието „Философски фрагменти“. През 1947 г. той е издаден като „Диалектика на Просвещението“, при което добива популярност и оттогава книгата се превежда на множество езици.